# Diệc đầu đen
Diệc đầu đen (danh pháp hai phần: Ardea melanocephala) là một loài chim thuộc họ Diệc. Diệc đầu đen phân bố phổ biến ở khắp khu vực châu Phi hạ Sahara và Madagascar. Loài chim này chủ yếu sống định cư, nhưng một vài quần thể tại miền tây châu Phi di cư về phía bắc trong mùa mưa.
Loài này thường sinh sản trong mùa mưa theo bầy trên các loại cây, các bụi lau sậy hay vách núi. Chúng làm tổ cồng kềnh bằng các que củi và đẻ 2–4 trứng.
Loài diệc này thường kiếm ăn trong vùng nước nông, xiên cá hay ếch nhái bằng chiếc mỏ dài và nhọn. Nó cũng săn mồi trên cạn, bắt các loài côn trùng lớn, thú nhỏ và chim. Nó hoặc là đứng bất động chờ hoặc là chậm chạp đuổi theo con mồi.
Diệc đầu đen là loài chim to lớn, cao tới 85 cm và có sải cánh dài tới 150 cm. Nó to lớn gần bằng diệc xám, với bề ngoài tương tự, nhưng nói chung diệc đầu đen sẫm màu hơn. Bộ lông của nó chủ yếu là xám ở phần trên và xám nhạt hơn ở phần dưới. Chiếc mỏ tối màu to khỏe.
Nó bay chậm với cổ rụt lại. Đây là đặc trưng của diệc và vạc/cò lửa, giúp phân biệt chúng với cò/hạc, sếu và cò mỏ thìa, những loài thò dài cổ ra khi bay. Lông mặt dưới cánh màu trắng nổi bật khi chúng bay.
Tiếng kêu của chúng rền vang và to.

## Thư viện ảnh

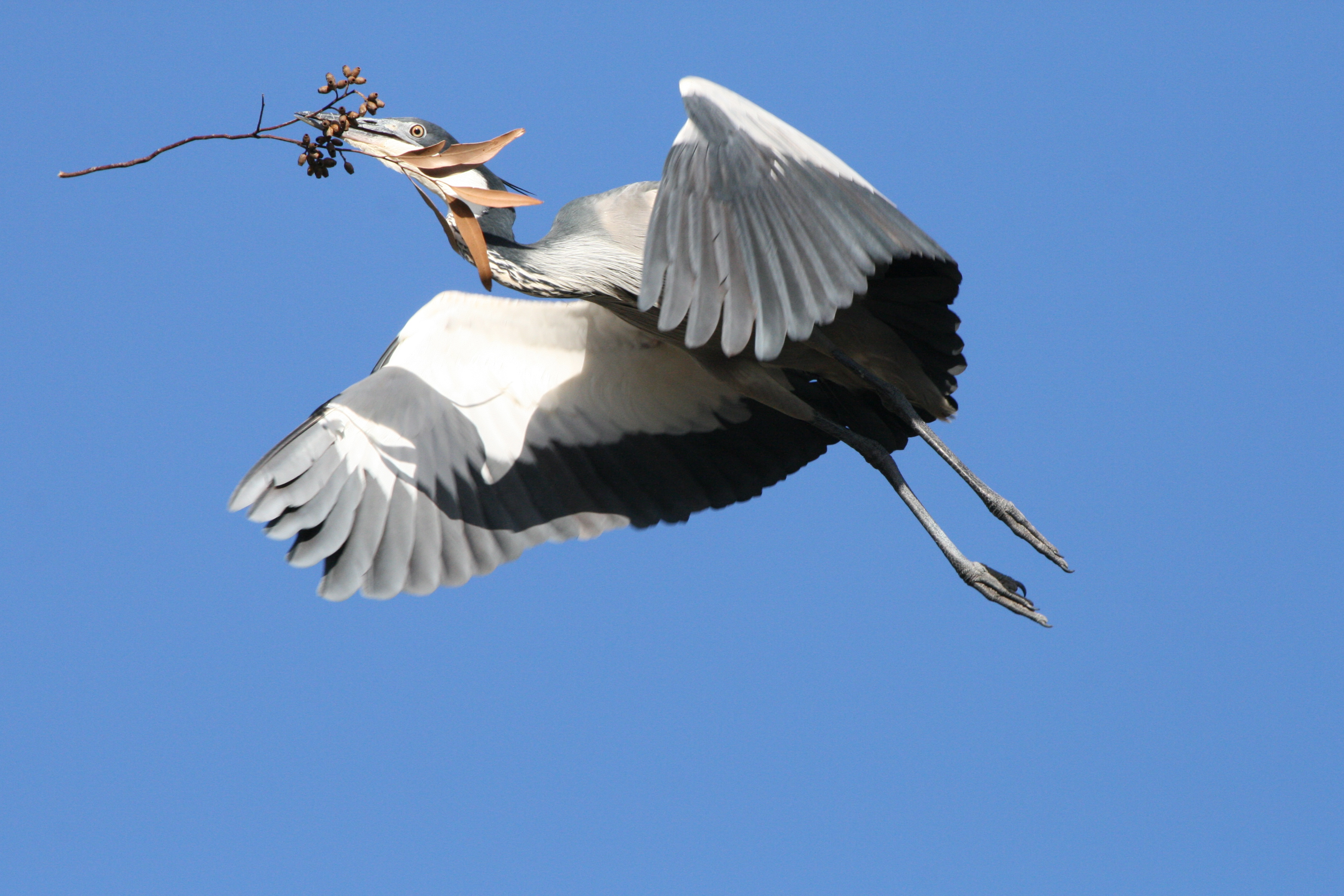
Kiếm vật liệu làm tổ
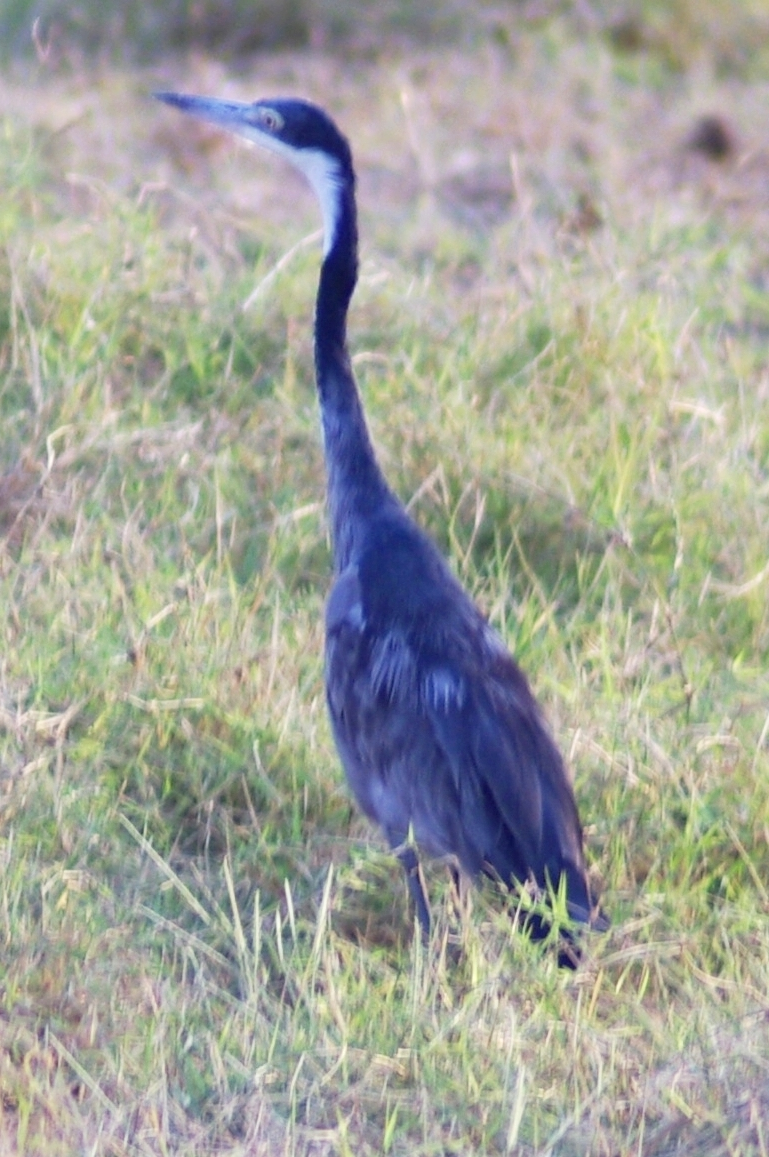
Tại Vườn quốc gia Amboseli, Kenya
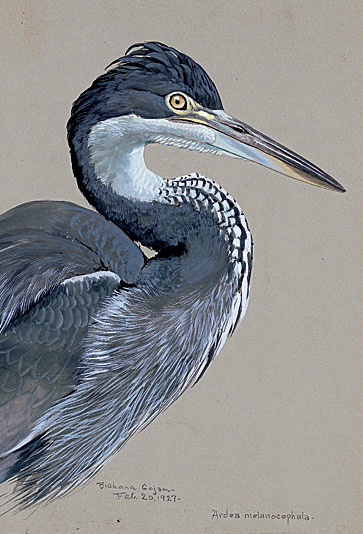
Diệc đầu đen trong tranh vẽ của Louis Agassiz Fuertes
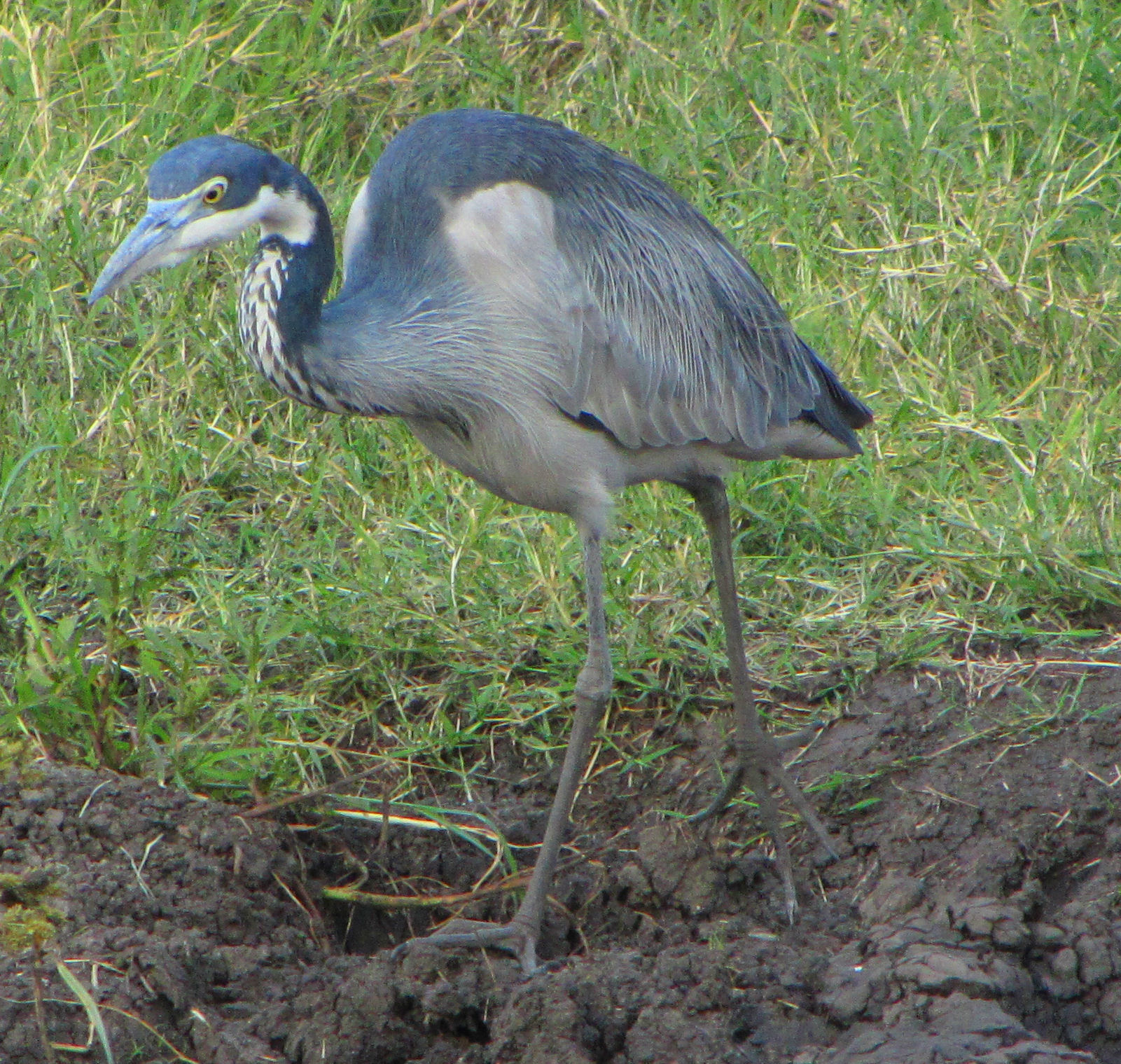
Tại Vườn quốc gia Serengeti, Tanzania